# Carnet numérique d'entretien et de suivi du logement
 (avril 2021).
Le  Carnet numérique d'entretien et de suivi du logement , parfois dit « Carnet numérique du logement » est un outil, prévu par la loi relative à la transition énergétique pour la croissance verte de 2015. Il vise à offrir une meilleure connaissance du logement pour et par ses utilisateurs successifs, afin de notamment « favoriser la réalisation de travaux d’amélioration de la performance énergétique ». Il sera aussi une source d'informations utiles pour professionnels devant le rénover ou y faire des améliorations énergétiques. 
Il jouerait un rôle comparable à celui de la Carte vitale pour la santé (santé individuelle et santé publique), et aussi un rôle de sensibilisation aux questions de performance énergétique et de qualité du logement (à l'égard de la santé et des risques plomb et amiante notamment). Il vise enfin à diminuer la précarité énergétique. 
Il ne concernera dans un premier temps que la construction neuve (logements « mis en construction à partir du 1er janvier 2017 », hors logements locatifs sociaux conventionnés).

## Objectifs
Le législateur l'a créé pour rassembler, en un document unique, et de manière cohérente « l'ensemble des informations utiles à la bonne utilisation, à l'entretien et à l'amélioration progressive de la performance énergétique du logement et des parties communes lorsque le logement est soumis au statut de la copropriété », y compris « les dossiers de diagnostics techniques prévus par la loi en cas de vente ou de mise en location »(Diagnostics immobiliers notamment).

Ce carnet doit aussi permettre aux entreprises et professionnels chargées de travaux d'amélioration de trouver plus rapidement et plus précisément les informations techniques dont ils ont besoin pour les travaux d'entretien et/ou d’amélioration.

## Calendrier
La loi a prévu une entrée en vigueur progressive d'un « carnet numérique d'information, de suivi et d'entretien du logement » :
1. d'abord pour « toute construction neuve dont le permis de construire est déposé à compter du 1er janvier 2020 » ;
2. puis pour « tous les logements faisant l'objet d'une mutation à compter du 1er janvier 2025. »

Il est destiné à l'utilisateur du logement (l'occupant) pour ses objectifs de « bonne utilisation » et d'« entretien »), mais aussi au propriétaire (pour sa part d'entretien et dans un but d'« amélioration des performances »).
Début 2018 les modalités d'application de la loi ne sont toujours pas définies (décret d'application non publié), et un nouveau projet de loi logement dit « ÉLAN » (pour Évolution du logement, de l'aménagement et du numérique) est étudié et voté. La loi ÉLAN, présentée le 4 avril 2018 en Conseil des ministres, retarde la mise en circulation des carnets numériques. Et le ministère de la Cohésion des territoires préfère le retirer, selon un de ses conseillers interrogé en mars 2018.
En 2022, un décret du 27 décembre pris en application de la loi Climat et résilience détaille le fonctionnement et le contenu du « Carnet d'information du logement » (dont les travaux réalisés devant y figurer, et les matériaux à mentionner). Ce carnet est à créer au moment de la construction d'un logement, ou à l'occasion d'une rénovation si celle-ci a une incidence significative sur la performance énergétique de l'habitation.

## Histoire
Il s'inscrit en France dans les démarches de transition énergétique, de promotion de l'habitat durable, et du Plan Transition Numérique du Bâtiment. Il s'agit d'une disposition législative introduite dans le projet de loi par amendement parlementaire, qui devra faire l’objet d'un décret en Conseil d'État.
Un appel à contribution a été lancé en 2015 (clôturé le 29 novembre 2015 à minuit) pour définir son contenu (qu'entend-on par « informations utiles » et ses modalités (de construction, de gestion et mise à jour, d'accès, etc.) et préparer sa mise en place à partir de janvier 2017.
Une expertise juridique devrait porter sur quelques cas particuliers (logements de structures collectives du type résidences étudiantes, foyers de jeunes travailleurs, foyers pour personnes âgées autonomes) qui ne sont pas explicitement citées par la loi concernant le champ couvert par le carnet numérique. En attendant « il est considéré que tous les logements situés dans des bâtiments d’habitation au sens de l’article R. 111-1-1 sont des logements au sens de l’article L. 111-10-5. »
Sa définition a fait l'objet d'une mission confiée par Laurent Girometti à un ingénieur général des ponts, des eaux, et des forêts (A. Neveü, conclue par un rapport de mission de 134 pages, intitulé « Comment mettre en œuvre le carnet numérique de suivi et d'entretien du logement ? ». Ce rapport recommande  que ce carnet soit :
- sous forme d'un service en ligne ;
- interfacé avec les nombreux systèmes d'information desquels il tirera automatiquement des informations à jour ;
- réellement utile aux utilisateurs (particuliers notamment) ;
- ouvert à la prise en compte des usages réels du logement.

Il devrait être « mis en œuvre dans des approches progressives diversifiées » :
- d'abord pour les logements neufs, et conservant « la totalité des informations issues de la construction, sous des formats variés faisant une place croissante aux données issues de la maquette numérique dans le cadre de la généralisation progressive de la modélisation des informations du bâtiment (BIM) » ;
- puis pour les logements existants, « en favorisant la création rapide, sans attendre 2025, de carnets comportant un ensemble restreint de données initiales disponibles ou acquises à un coût raisonnable, appelées à être progressivement complétées et enrichies » ;
- en rationalisant les dispositifs existants, pour s’inscrire dans une dynamique de simplification.

Le rapport met aussi en exergue une difficulté : « l’analyse détaillée du corpus législatif conduit au constat d’un cadre légal incomplet faisant obstacle à l'atteinte des ambitions fixées par le législateur » (en termes d'économies d'énergie), ce qui a empêché le rapport de déboucher sur la rédaction du cadre d’élaboration d'un projet de décret précisant complètement et en toute sécurité juridique les modalités d’application du nouvel article L. 111-10-5 du Code de la construction et de l'habitation (CCH). Il contient une série (hiérarchisée) de recommandations pour les administrations qui vont accompagner la mise en place du carnet.

## Phase d'expérimentation
Le 29 mars 2016, le COPIL Plan Transition Numérique du Bâtiment a lancé une expérimentation (appel à projets financés par le PTNB) de tests de solutions de carnet numérique, en lien avec un groupe de travail ad hoc.
Un appel à projets pour l'expérimentation a été ouvert le 10 juin 2016, par le Plan transition numérique dans le bâtiment (PTNB) pour une période qui pourrait s'étendre sur 9 à 12 mois à partir de l'automne 2016.

## Contenu
Ce contenu doit être encore (en 2016) précisé par un groupe de travail dédié, mais la loi prévoit qu'il contienne au moins :
1. le constat de risque d’exposition au plomb (CREP)
2. le diagnostic amiante
3. le diagnostic termites dans le bâtiment
4. l'état de l'installation intérieure de gaz
5. l’état des risques naturels, miniers et technologiques (ERNMT)
6. le diagnostic de performance énergétique (DPE)
7. l’état de l'installation intérieure d'électricité
8. le document établi à l'issue du contrôle des installations d'assainissement non collectif
9. l’information sur la présence d’un risque de mérule.

Options en cours d'étude : le carnet numérique pourrait être lié (selon des modalités encore à préciser) aux futures maquettes numériques du bâtiment ; il pourrait éventuellement intégrer des données provenant des compteurs communicants (électricité, gaz, eau), mais ceci est une utilisation de données personnelles et requiert notamment un avis de la CNIL et de résoudre des questions de propriété intellectuelle sur certaines des données produites.